# Perhidropirè
El perhidropirè és un hidrocarbur similar al pirè. Els enllaços simples amb hidrogen substitueixen els enllaços dobles dels anells benzílics.